# Dermanura cinerea
Dermanura cinerea — вид родини листконосові (Phyllostomidae), ссавець ряду лиликоподібні (Vespertilioniformes, seu Chiroptera).

## Середовище проживання
Країни поширення: Болівія, Бразилія, Колумбія, Французька Гвіана, Гаяна, Перу, Суринам, Тринідад і Тобаго, Венесуела. Полюбляють тропічні вічнозелені ліси.

## Життя
Ці кажани спочивають невеликими групами, як правило, на деревах, таких як пальми. Харчуються дрібними плодами і комахами.